# Martha Cecilia Bustamante
Pour les articles homonymes, voir Bustamante.
Martha Cecilia Bustamante (ou Martha Cecilia Bustamante de la Ossa) est une physicienne et historienne des sciences colombienne.

## Biographie
Martha Cecilia Bustamante obtient une maîtrise de physique à l'Université pédagogique nationale de Bogota en 1981. Puis elle poursuit ses études à Paris, où elle obtient un DEA d'astrophysique à l'Université Paris-Diderot en 1984. Elle poursuit par une thèse en épistémologie et histoire des sciences en 1990 dans cette même université. 
Elle est depuis chercheuse en histoire des sciences, tout d'abord à l'Université d'Orsay, au sein de l'IN2P3, puis à l'Université Paris-Diderot au sein du laboratoire SPHERE (anciennement REHSEIS). Elle enseigne l'histoire des sciences à l'Université Panthéon-Sorbonne. 
Ses recherches ont porté ou portent notamment sur les travaux des scientifiques Gaspard Monge, Laurent Schwartz, Émile Borel, Pierre Auger, Louis Leprince-Ringuet, Jacques Hadamard, Paul Langevin, Jacques Solomon, Alexandre Proca et Giuseppe Occhialini. 
Elle publie en 2005, à l'occasion de l'Année de la physique, le livre La physique de Paul Langevin, un savoir partagé, en collaboration avec Catherine Kounelis.
Martha Cecilia Bustamante reçoit le Prix Paul Doistau-Émile Blutet de l'information scientifique de l'Académie des sciences en 2021 et la médaille du Sénat de la République française en 2022.

## Sélection de publications
- Le mésotron : sa découverte et sa nature (1929-1947), thèse de doctorat, histoire des sciences, Université Paris-Diderot, 1990.
- Bruno Rossi au début des années trente: une étape décisive dans la physique des rayons cosmiques, Archives internationales d'histoire des sciences, 1994.
- Jacques Solomon : profil d'un physicien théoricien dans la France des années trente, Revue d'histoire des sciences, 1997.
- Jacques Solomon et Paul Langevin, filiation et différences, Revue Épistémologiques, 2002.
- Rayonnement et quanta en France: 1900-1914, Revue Physis, 2002.
- La physique de Paul Langevin, un savoir partagé, avec Catherine Kounelis, catalogue de l’exposition, ESPCI, Paris, Somogy Éditions d'Art, 2005.
- Naissance et premiers pas de la Société française de physique: 1873-1905, avec Andrés Martinez et Terry Shinn, Bulletin de la Société française de physique, 2005.
- Giuseppe Occhialini and the history of cosmic ray physics in the thirties: from Florence to Cambridge, dans: The scientific legacy of Beppo Occhialini, Springer Verlag, 2006.
- Jacques Solomon: rassembler tous les universitaires patriotes, L'Humanité, 2010.
- Paul Langevin et le conseil Solvay de 1911: au cœur de l'histoire de la physique du XXe siècle, Images de la Physique, 2011.
- Le Traité du calcul des probabilités et de ses applications: étendue et limites d’un projet borélien de grande envergure (1921-1939), avec Matthias Cléry et Laurent Mazliak, North-Western European Journal of Mathematics, 2015.
- Les notes d'Émile Borel sur un cours de Paul Langevin sur la théorie du rayonnement thermique entre émission, perception et compréhension, Archives Internationales d'Histoire des Sciences, 2016.
- À l’aube de la théorie des quanta: notes inédites d’Émile Borel sur un cours de Paul Langevin au Collège de France (1912-1913), Brepols Publishers, 2019[5].
- Parcours, pratique théorique et documents scientifiques privés du physicien Jacques Solomon, Comptes-rendus de physique, Académie des sciences, 2022. [lire en ligne]